# توموكو هوندا
توموكو هوندا (باليابانية: 本田朋子؛ بالكانا: ほんだ ともこ) هي موسيقية وتارينتو يابانية، ولدت في 16 أغسطس 1983 في ماتسوياما في اليابان.